# Johann Rudolf Kutschker

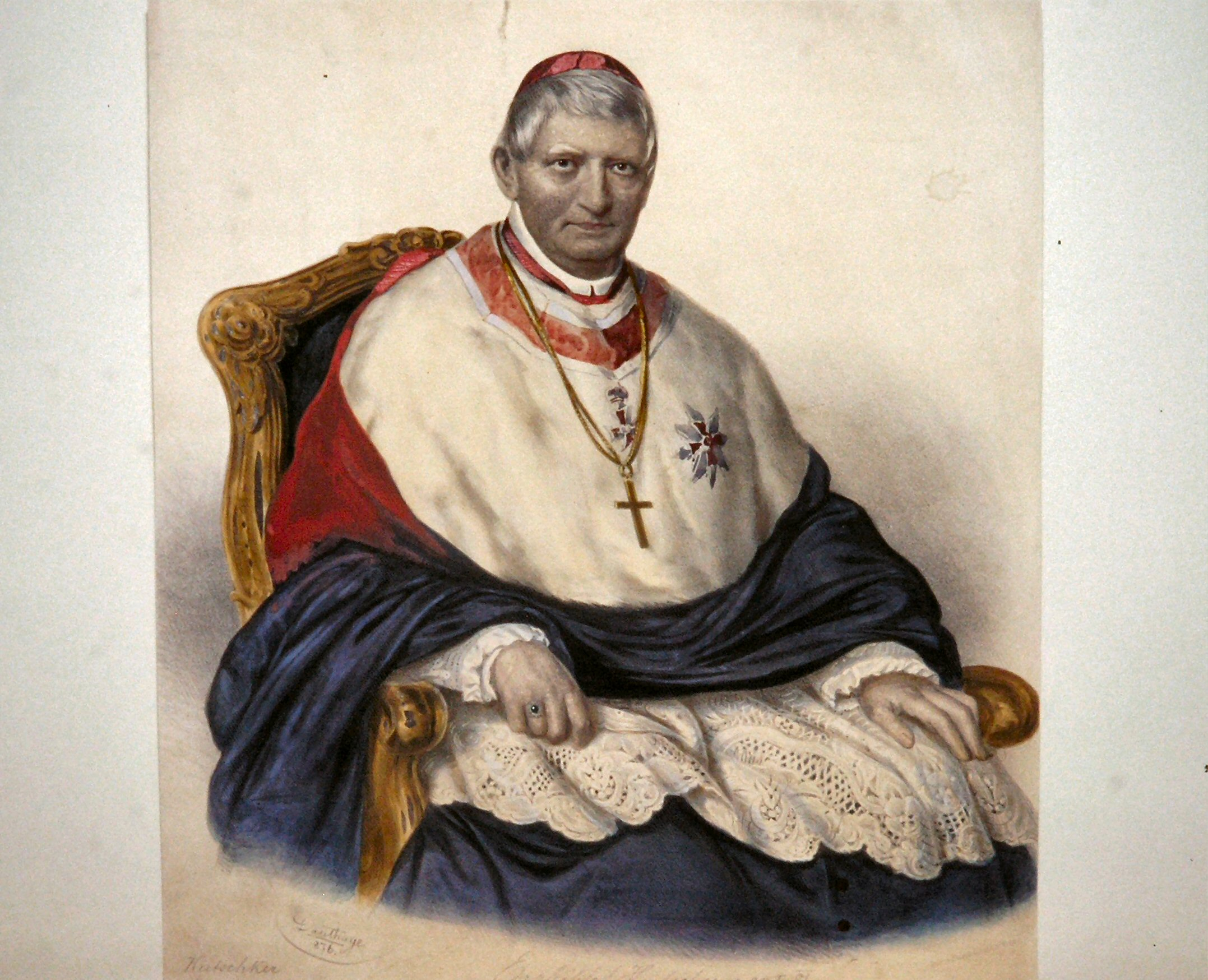
Kardinal Johann Rudolf Kutschker (Lithographie von Adolf Dauthage, 1876)

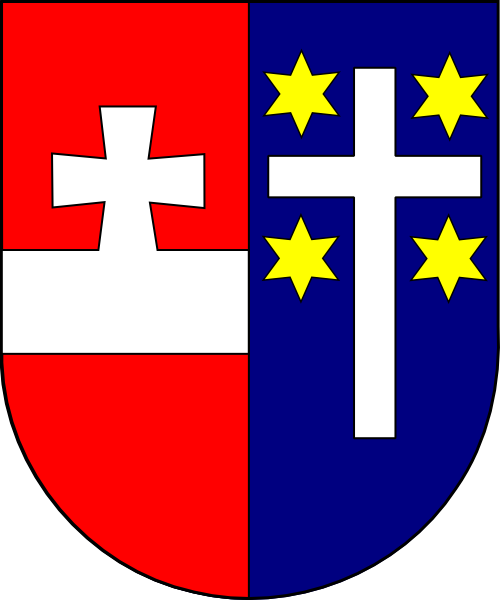
Wappenschild des Kardinals

Johann Baptist Rudolf Kutschker (* 11. April 1810 in Wiese, Österreichisch-Schlesien; † 27. Jänner 1881 in Wien) war von 1876 bis 1881 römisch-katholischer Erzbischof von Wien und von 1877 bis 1881 Kardinal mit der Titelkirche Sant’Eusebio.

## Leben
Johann Rudolf Kutschker besuchte ab 1821 das Gymnasium in Troppau, ab 1826 studierte er Philosophie in Olmütz (tschechisch Olomouc) und ab 1828 Katholische Theologie am Frintaneum in Wien. Er empfing am 21. April 1833 die Priesterweihe.
1834 wurde Johann Rudolf Kutschker mit einer Dissertation über gemischte Ehen zum Dr. theol. promoviert. Von 1835 bis 1852 lehrte er Moraltheologie an der Universität Olmütz. 1852 wurde er zum k.k. Hof- und Burgpfarrer in Wien ernannt. Von 1857 bis 1876 war er leitender Ministerialbeamter im Ministerium für Cultus und Unterricht.
1861 wurde er zum Dompropst und am 7. April 1862 zum Generalvikar und Weihbischof in Wien sowie zum Titularbischof von Carrhae ernannt. Damit hatte er in einer Zeit höchster Spannungen zwischen Staat und Kirche zugleich ein leitendes staatliches und ein leitendes kirchliches Amt inne. So wurde er „wie kein anderer vor und nach ihm zur Symbolfigur der Kooperation zwischen dem Habsburger Staat und der Kirche“. Die Bischofsweihe empfing er am 11. Mai 1862 vom Wiener Erzbischof Joseph Othmar von Rauscher, Mitkonsekratoren waren Anton Ernst von Schaffgotsch, Bischof von Brünn, und Ignaz Feigerle, Bischof von Sankt Pölten. Nach Rauschers Tod erfolgte am 12. Januar 1876 Kutschkers Ernennung zum Erzbischof von Wien und im Konsistorium vom 22. Juni 1877 seine Erhebung zum Kardinal sowie kurz darauf die Ernennung zum Kardinalpriester der Titelkirche Sant’Eusebio durch Papst Pius IX.
Johann Rudolf Kutschker war ein anerkannter Moraltheologe und Kenner des kanonischen Rechts. Er nahm eine Mittelstellung zwischen Konservativen und Liberalen ein. Für seine Unterstützung der liberalen Verfassungspartei im Herrenhaus wurde er heftig kritisiert. Allerdings hatte seine gemäßigte liberale Haltung den Vorteil, dass der Kulturkampf in Österreich recht milde blieb, während in deutschen Diözesen, etwa in Köln, große Konflikte ausbrachen. 1880 stimmte er der Verlegung des Erzbischöflichen Knabenseminars von Wien nach Oberhollabrunn zu.
Er war Ehrenmitglied der katholischen Studentenverbindung KÖStV Austria Wien.
Johann Rudolf Kutschker ist in der Bischofsgruft des Wiener Stephansdoms begraben.

## Ehrungen
- Ausgezeichnet wurde er mit dem Großkreuz des Leopold-Ordens.
- Die Kutschkergasse mit einem täglichen Markt (Kutschkermarkt) im Wiener Bezirk Währing ist nach ihm benannt.

## Schriften
- Die gemischten Ehen vom katholisch-kirchlichen Standpunkte betrachtet. Wien 1837, 3. Aufl. 1847.
- Die Lehre vom Schadenersatze oder von der Restitution nach dem Vorgange der Theologen mit Rücksicht auf die kirchliche und staatliche Gesetzgebung. Olmütz 1851.
- Das Eherecht der katholischen Kirche nach seiner Theorie und Praxis. Mit besonderer Berücksichtigung der in Oesterreich zu Recht bestehenden Gesetze. 5 Bände, 1856–1859.